# مرتضی فضلعلی
مرتضی فضل‌علی (زادهٔ ۱۳۲۸ در تویسرکان) نمایندهٔ حوزهٔ انتخابیهٔ تویسرکان در دورهٔ هفتم مجلس شورای اسلامی بوده‌است. وی پیش‌تر در دورهٔ پنجم نیز عضو این مجلس بود. از بازماندگان حادثه انفجار دفتر مرکزی حزب جمهوری اسلامی در هفتم تیر ۱۳۶۰ است.